# Hans Wesemann (Journalist)
Hans Wesemann (* 7. Februar 1895 in Nienburg an der Weser; † 23. Oktober 1971 in Caracas) war ein deutscher Journalist und Gestapoagent.

## Leben
Wesemann war in der Weimarer Republik Redakteur bei der SPD-Zeitung „Vorwärts“. 1933 setzte er sich zunächst nach Paris und später nach London ab, wo er 1934 von der Gestapo angeworben wurde.
Er war diplomatischer Redakteur für den "Vorwärts" in Genf und hatte einen üblen Ruf als Bonvivant.
1935 war Wesemann wesentlich an der Entführung des nazi-kritischen Journalisten Berthold Jacob aus der Schweiz nach Deutschland beteiligt. Schon kurz danach wurde Wesemann verhaftet. Das Deutsche Reich versuchte Wesemann alleine die Entführung in die Schuhe zu schieben, was von den Schweizer Medien als Lüge entlarvt wurde. Wesemann wurde 1936 durch ein Schweizer Gericht zu einer dreijährigen Zuchthausstrafe verurteilt.
Nach seiner Haft in der Schweiz emigrierte Hans Wesemann nach Südamerika.